# Élections municipales de 1947 dans la Loire-Inférieure
Les élections municipales dans la Loire-Inférieure ont eu lieu les 19 et 26 octobre 1947.

## Maires sortants et maires élus
| Commune                   | Population | Maire sortant     | Parti | Parti  | Maire élu                    | Parti | Parti    |
| ------------------------- | ---------- | ----------------- | ----- | ------ | ---------------------------- | ----- | -------- |
| Ancenis                   | 4 815      | Charles Lubineau  |       |        | Charles Lubineau             |       |          |
| Blain                     | 5 801      | Eugène Luneau     |       |        | Jean Guihard                 |       | Rad.soc. |
| Bouguenais                | 4 810      | Alexandre Gendron |       |        | Henri Robichon               |       | PRL      |
| Châteaubriant             | 9 276      | Paul Huard        |       | DVD    | Paul Huard                   |       | DVD      |
| Couëron                   | 9 954      | Henri Normand     |       | SFIO   | Henri Normand                |       | SFIO     |
| Escoublac-la-Baule        | 15 205     | René Dubois       |       | PRL    | René Dubois                  |       | PRL      |
| Guémené-Penfao            | 5 527      | Henri Fournis     |       | DVD    | Henri Fournis                |       | DVD      |
| Guérande                  | 6 014      | Émile Pourieux    |       | DVD    | Émile Pourieux               |       | DVD      |
| Indre                     | 4 477      | Pierre Ridel      |       | SFIO   | Pierre Ridel                 |       | SFIO     |
| Legé                      | 3 604      | Fabien Musseau    |       | Centr. | Fabien Musseau               |       | Centr.   |
| La Montagne               | 3 923      | Pierre Blandin    |       | PC     | Similien Guérin              |       | MRP      |
| Montoir-de-Bretagne       | 3 681      | Marcel Vivien     |       |        | Marcel Vivien                |       |          |
| Nort-sur-Erdre            | 4 296      | Louis Mérand      |       |        | Constant du Bois de Maquillé |       | DVD      |
| Orvault                   | 3 681      | Thomas Kergrohen  |       |        | Gilbert de la Brosse         |       | DVD      |
| Plessé                    | 4 062      | Pierre Geffriaud  |       | DVD    | Pierre Geffriaud             |       | DVD      |
| Pontchâteau               | 5 188      | Maurice Sambron   |       | RI     | Maurice Sambron              |       | RI       |
| Pornichet                 | 7 604      | Léopold Hervo     |       | DVD    | Léopold Hervo                |       | DVD      |
| Le Pouliguen              | 5 148      | Louis Loday       |       | RPF    | Louis Loday                  |       | RPF      |
| Rezé                      | 16 395     | Arthur Boutin     |       | SFIO   | Arthur Boutin                |       | SFIO     |
| Saint-Brevin-les-Pins     | 6 008      | Ely Merceron      |       |        | Ely Merceron                 |       |          |
| Saint-Étienne-de-Montluc  | 3 852      | Auguste Lelord    |       |        | Auguste Lelord               |       |          |
| Saint-Herblain            | 5 506      | Alfred Corlay     |       |        | Alfred Corlay                |       |          |
| Saint-Joachim             | 4 567      |                   |       |        |                              |       |          |
| Saint-Nazaire             | 11 802     | Pitre Grenapin    |       | SFIO   | François Blancho             |       | SFIO     |
| Saint-Sébastien-sur-Loire | 6 637      | Aimée Verbe       |       | SFIO   | Constant Piveteau            |       | RPF      |
| Savenay                   | 3 705      | Arthur Desmas     |       |        | Arthur Desmas                |       |          |
| Trignac                   | 3 947      | Julien Lambot     |       | SFIO   | André Hazo                   |       | SFIO     |
| Vallet                    | 4 161      | Pierre Huet       |       |        | Pierre Huet                  |       |          |
| Vertou                    | 7 985      | Marcel Rondeau    |       | Rad.   | Henri Lesage                 |       |          |